# Bladimir Rueda
Bladimir Rueda (* 21. September 1999) ist ein bolivianischer Sprinter, der sich auf den 400-Meter-Lauf spezialisiert hat.

## Sportliche Laufbahn
Erste Erfahrungen bei internationalen Meisterschaften sammelte Bladimir Rueda im Jahr 2025, als er bei den Hallensüdamerikameisterschaften in Cochabamba mit der bolivianischen 4-mal-400-Meter-Staffel in 3:20,71 min gemeinsam mit Marcelo Pérez, Nery Peñaloza und Ikenna Ibe-Akobi die Silbermedaille hinter dem venezolanischen Team gewann.

## Persönliche Bestzeiten
- 400 Meter: 49,71 s, 20. Februar 2025 in Cochabamba